# Sovjetiska kvinnors antifascistiska kommitté
Sovjetiska kvinnors antifascistiska kommitté (ryska: Антифашистский комитет советских женщин) var en statlig riksorganisation för kvinnor i Sovjetunionen, grundad 1941. Den var en avdelning inom Sovjetunionens kommunistiska parti. 
Partiets kvinnoavdelning Zjenotdel upplöstes 1930, på grund av den officiella hållningen att jämställdhet hade uppnåtts i Sovjet och föreningen därför inte längre var nödvändig. År 1941 grundades istället Sovjetiska kvinnors antifascistiska kommitté, för att föra vidare denna jämställdhetsmodell internationellt. I linje med detta, tog kommittén 1945 initiativ till grundandet av den internationella föreningen Kvinnornas Demokratiska Världsförbund, som hade avdelningar i andra länder. 
År 1958 bildades Zhensovety-föreningarna: lokala kvinnogrupper i varje sovjetisk delrepublik med syfte att stärka sovjetisk kvinnopolitik, som formellt var underställda Sovjetiska kvinnors antifascistiska kommitté. 
Den utgav Sovetskaya zhenshchina.